# Algorytm Grovera
Algorytm Grovera – algorytm kwantowy przeznaczony do działania na komputerze kwantowym, przedstawiony przez Lova K. Grovera w 1996 i opublikowany w 2001.
Algorytm dotyczy przeszukiwania bazy danych składającej się z N elementów w celu znalezienia w niej elementu wyróżnionego. Jest to problem podobny do „odwrotnego” przeszukiwania książki telefonicznej. W książce zawierającej N danych chcemy znaleźć nazwisko posiadacza danego numeru.

## Złożoność obliczeniowa
O ile liczba kroków niezbędna do rozwiązania problemu za pomocą algorytmu klasycznego jest rzędu {\displaystyle \mathrm {O} (N)}, o tyle kwantowy algorytm Grovera potrzebuje jedynie około {\displaystyle \mathrm {O} ({\sqrt {N}})} kroków, a więc pozwala na kwadratowe przyspieszenie czasu realizacji programu.
Algorytm dotyczy poszukiwania danego elementu w nieposortowanym N-elementowym zbiorze. Problem wyszukiwania sprowadza się do wyznaczenia, na drodze przekształceń unitarnych, odpowiedniego indeksu określającego dany element w zbiorze.

## Przebieg algorytmu

Obwód kwantowy algorytmu Grovera dla N elementów zapisanych na n qubitach

1. Zainicjuj rejestr kwantowy n kubitów zrównoważoną superpozycją wszystkich N stanów kwantowych
{\displaystyle |s\rangle ={\frac {1}{\sqrt {N}}}\sum _{x=0}^{N-1}|x\rangle .}
2. W kolejnych iteracjach transformuj rejestr operatorem
{\displaystyle U_{\omega }=I-2|\omega \rangle \langle \omega |}
gdzie {\displaystyle |\omega \rangle } jest stanem poszukiwanym, a następnie operatorem
{\displaystyle U_{s}=2|s\rangle \langle s|-I.}
Algorytm polega na iteracyjnym wykonywaniu operacji:
{\displaystyle |s_{i+1}\rangle =U_{s}U_{\omega }|s_{i}\rangle .}
3. Przeprowadź pomiar rejestru. Jego rezultatem będzie wartość własna {\displaystyle \lambda _{\omega }} z prawdopodobieństwem dążącym do 1 dla N ≫ 1. Na jej podstawie można określić stan poszukiwany {\displaystyle |\omega \rangle .}